# Thịt đà điểu

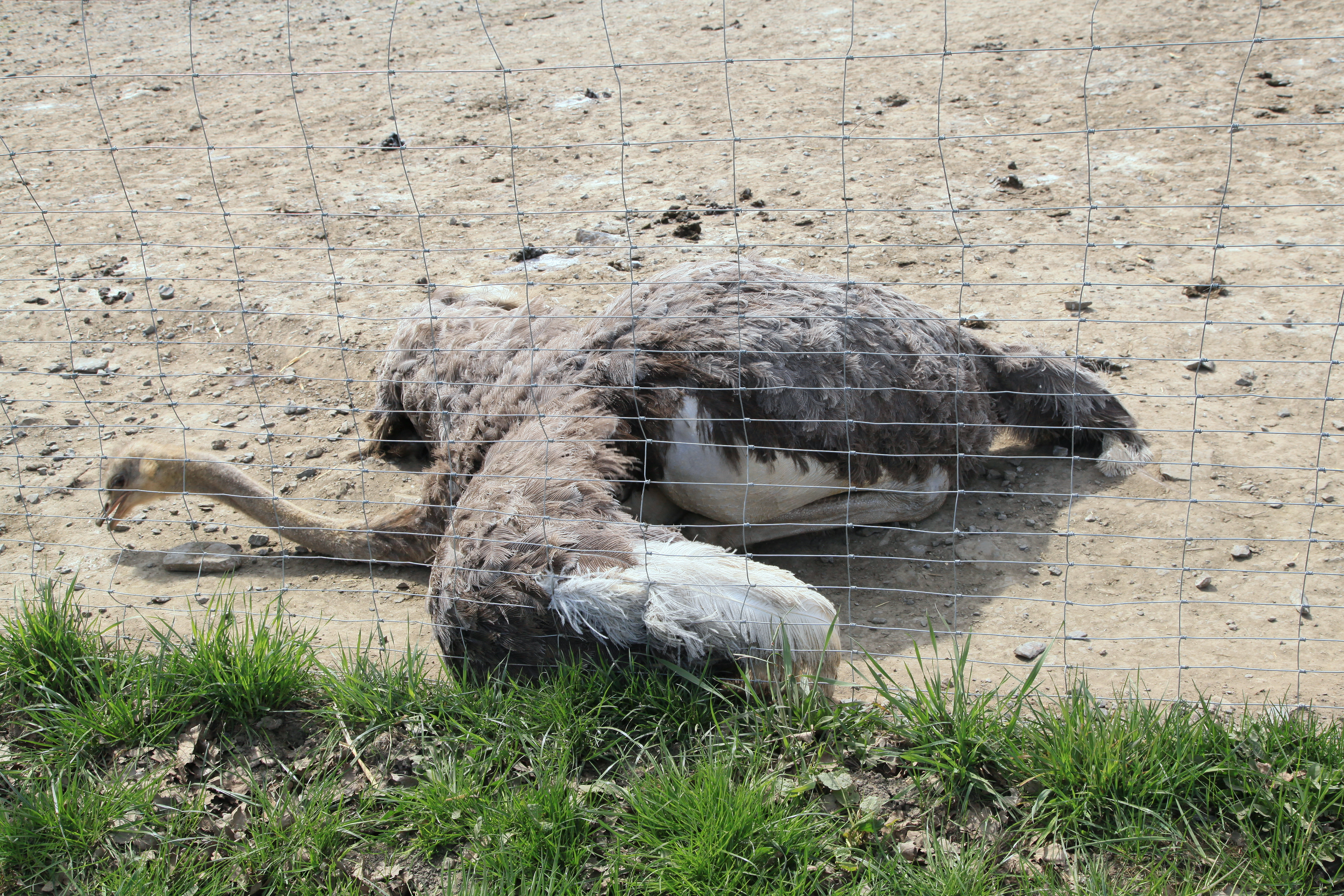
Nuôi đà điểu lấy thịt ở Đức

Thịt đà điểu là thịt của loài đà điểu mà chủ yếu là đà điểu châu Phi. Thịt đà điểu là một trong những nguyên liệu cơ bản trong một số món ăn ẩm thực ở Nam Phi, được chế biến và phục vụ ở nhiều nhà hàng ở Nam Phi. Ngày nay có cũng đã trở nên thông dụng ở nhiều nơi, trong đó có Việt Nam. Tại Mỹ, thịt đà điểu được coi là một món đặc sản có giá trị cao được nhiều người ưa chuộng. Việc nuôi đà điểu lấy thịt đã trở nên phổ biến trên thế giới.

## Tổng quan

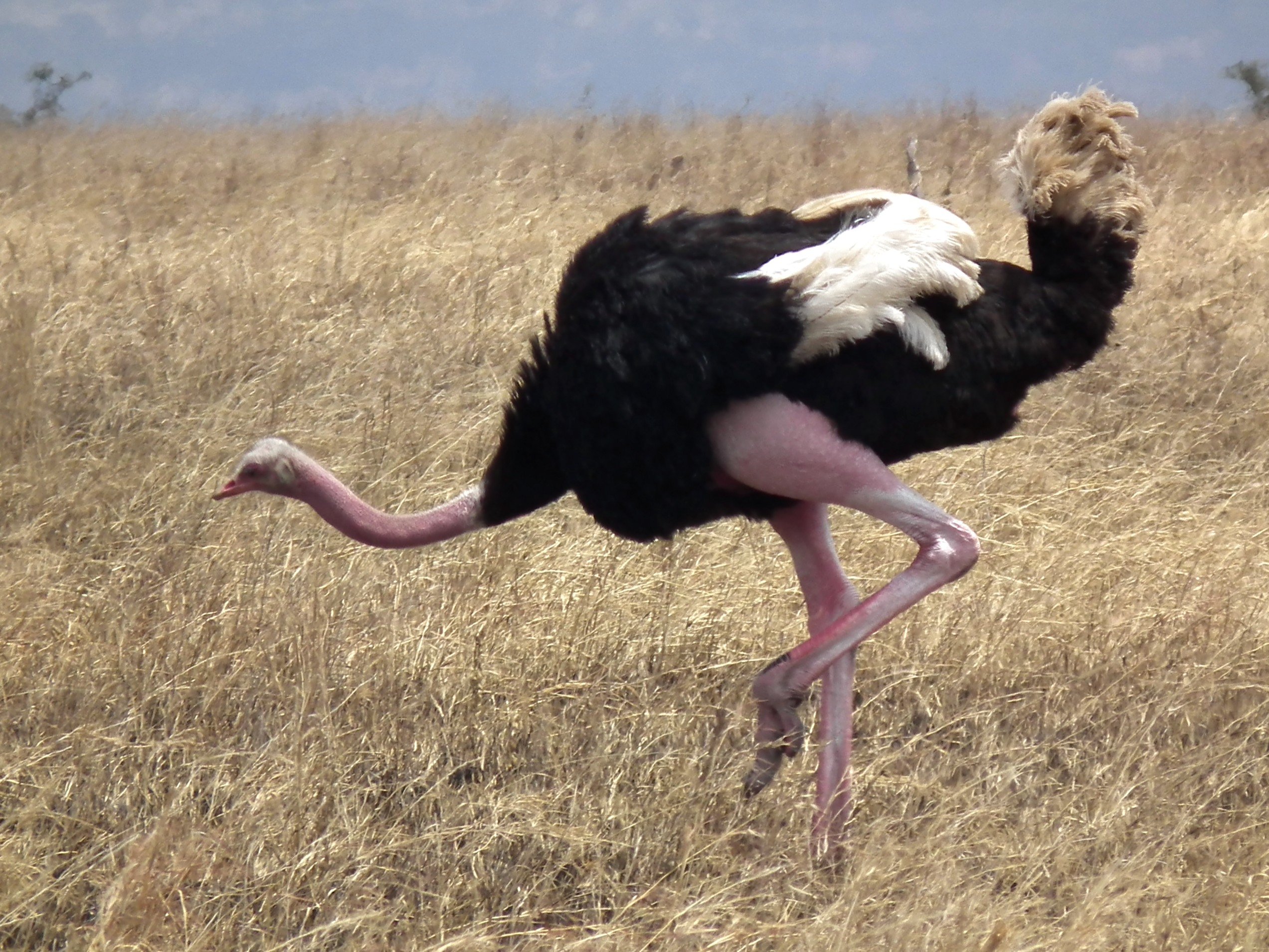
Một con đà điểu với phần đùi săn chắc

Đà điểu là một loài chim lớn, không biết bay mà chỉ chạy nhanh trên đồng cỏ, do khối lượng cơ thể lớn kèm theo là lượng thịt dồi dào để con người khai thác. Chúng cao tới 2,7 mét và sở hữu đôi chân dài, thân hình to lớn cùng cặp mắt to như nắm tay của trẻ em đó là những đặc điểm nổi bật của một con đà điểu trưởng thành. Chúng là loài chim lớn nhất hành tinh. Trên thế giới có nhiều loại đà điểu và phụ thuộc vào mỗi loại mà đà diểu mang một vài đặc điểm khác nhau. Đà điểu là loài chim đẻ trứng, mỗi trứng có thể nặng khoảng 1,3-1,4 kg, dài 15 cm và rộng khoảng 13 cm.
Đà điểu có một điểm khác biệt với những người anh em trong họ hàng nhà chim là chúng không biết bay. Tuy nhiên, khi muốn chạy trốn khỏi những kẻ săn mồi bởi chúng có thể chạy nước rút với vận tốc lên tới 70 km/h và chạy đường dài ở vận tốc khoảng 50 km/h. Chính vì vậy mà đà điểu được mệnh danh là loài động vật hai chân nhanh nhất trên thế giới dù chúng có trọng lượng tới hơn 180 kg, đôi cánh của đà điểu giúp đà điểu giữ thăng bằng trong khi chạy và hoạt động như bánh lái để có thể đổi hướng nhanh chóng với tốc độ nhanh nhất.
Đà điểu sống chủ yếu ở vùng sa mạc hoang vắng nên thường rất linh hoạt trong chế độ ăn uống. Chúng có thể ăn hầu như tất cả mọi thứ: thực vật, thằn lằn, các loại hạt, châu chấu và sỏi (bởi sỏi giúp chúng nghiền thức ăn dễ dàng hơn trong quá trình tiêu hóa). Đối với những con đà điểu được nuôi ở trang trại, đặc tính dễ ăn uống đã khiến chúng trở thành một khoản đầu tư mang lại lợi nhuận tương đối cao. Chúng phát triển nhanh, tiêu thụ ít thức ăn hơn và sinh sản thường xuyên hơn so với một số loại gia súc khác.

## Đặc điểm

### Tính chất

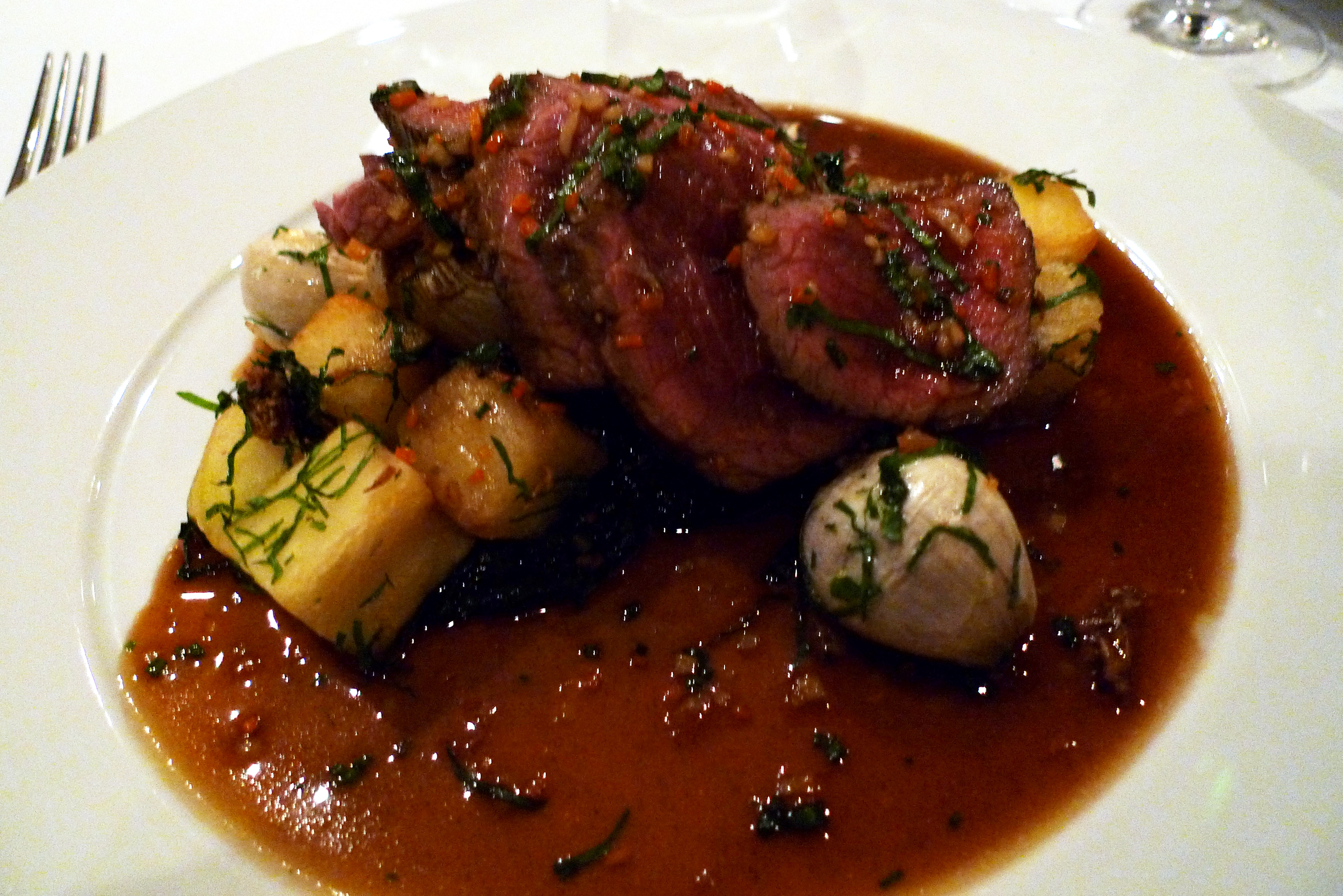
Thịt đà điểu là loại thịt đỏ mặc dù chúng là gia cầm

Mặc dù đà điểu được xếp là gia cầm nhưng thịt của chúng lại đỏ chứ không có màu trắng như hầu hết các loài chim khác, loại thịt đỏ này của đà điểu, tuy có màu sắc và mùi vị khá giống nhưng lại chứa ít chất béo, calo và cholesterol hơn thịt bò và thậm chí là cả những loại thịt gia cầm màu trắng khác như thịt gà và thịt gà tây.
Trên thực tế, có một mối liên hệ mật thiết giữa loại cơ và các loại màu của thịt động vật. Thịt đỏ là loại thịt có màu đỏ trước khi nấu như thịt bò, thịt hươu và đà điểu còn Thịt trắng thường có màu rất nhạt trước khi nấu và bao gồm thịt gà và thịt lợn. Thịt đen thường liên hệ với phần thịt sậm màu hơn và có hàm lượng chất béo cao hơn ở loài động vật thịt trắng (như phần cánh và đùi gà) hay thịt thỏ cũng được coi là thịt đen.
Yếu tố chính xác định xem thịt động vật là thịt trắng hay thịt đỏ là cơ của chúng thuộc loại cơ co nhanh hay cơ co chậm. Cơ co chậm thường được sử dụng nhiều trong các hoạt động kéo dài như đi bộ, đứng hoặc bay. Nó chứa rất nhiều myoglobin, loại protein dự trữ một lượng lớn oxy để hỗ trợ các hoạt động mang tính chất lâu bền. Cũng giống như bò, đà điểu dành phần lớn thời gian để đứng và đi bộ. Ngay cả phần cánh của chúng cũng hoạt động tương đối thường xuyên do đóng vai trò như bánh lái. Cơ của đà điểu chủ yếu là cơ co chậm nên thịt của chúng có màu đỏ.
Trong khi đó gà và gà tây nhà không sử dụng cơ nhiều như đà điểu, hầu hết khối lượng cơ của chúng là loại cơ co nhanh được sử dụng cho các hoạt động như nhảy nhanh. Cơ co nhanh không chứa nhiều myoglobin mà chủ yếu sử dụng glycogen nhạt màu. Vậy nên loại cơ co nhanh có thịt màu trắng nhạt, tuy vậy vẫn có thịt đen ở gia cầm, với các phần cơ thể hoạt động nhiều như chân (do gà đi lại thường xuyên) chứa nhiều myoglobin hơn phần ức của chúng. Chính vì vậy, thịt ở chân gà được xếp vào loại thịt đen chứ không phải thịt trắng như những bộ phận khác.

### Bề ngoài

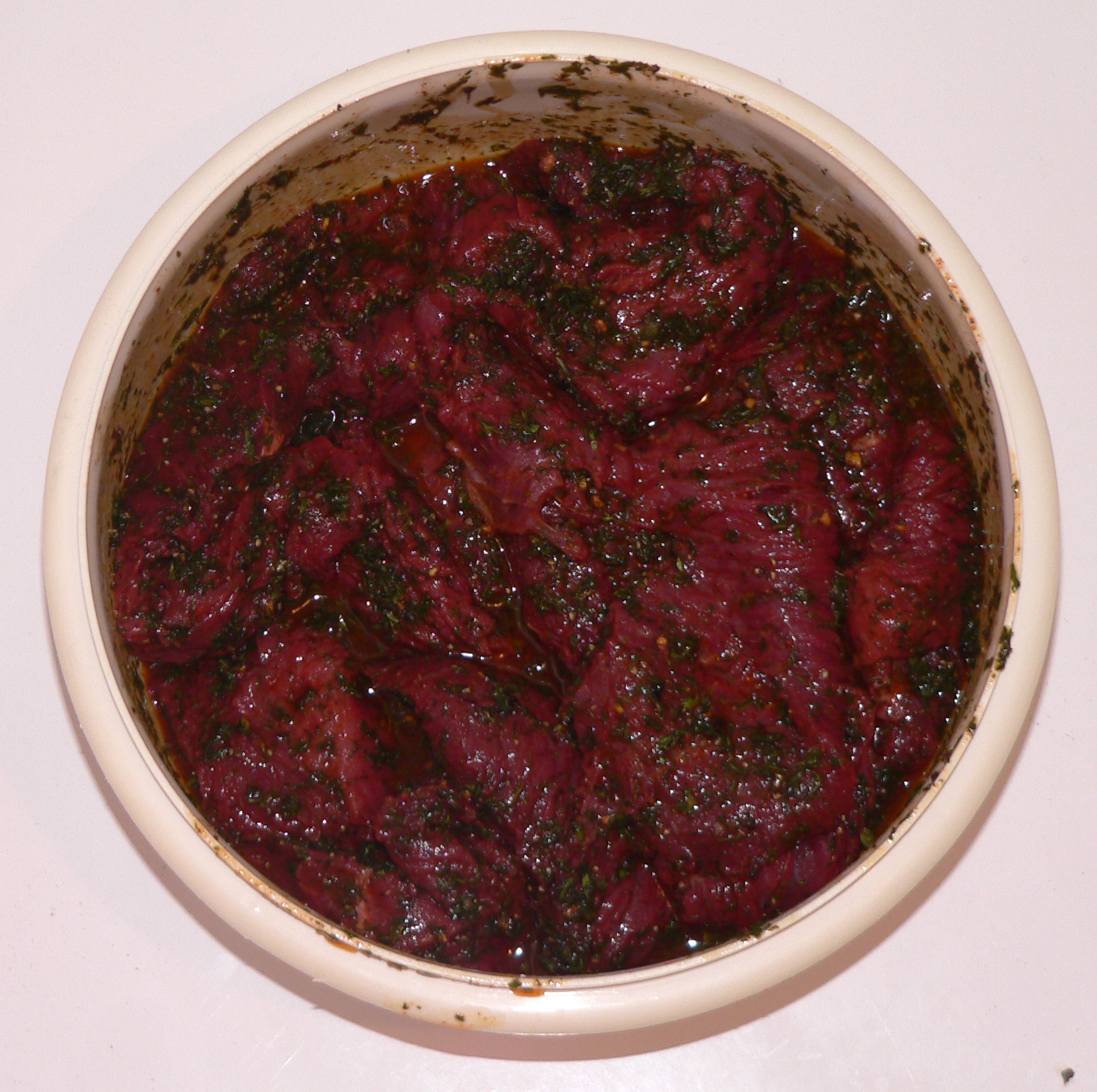
Thịt đà điểu sống

Nếu xét về mặt cảm quan thì thịt đà điểu nhìn gần như thịt bò. Sau khi mua về cắt ra, màu thịt đà điểu bên trong và bên ngoài gần như cùng màu đỏ sậm. Còn thịt giả thì bên ngoài có màu đỏ đậm, bên trong thì màu hồng, đỏ nhạt. Bên cạnh đó, sớ thịt đà điểu thường to hơn và có độ dẻo hơn thịt giả. Khi nấu thịt đà điểu có màu sắc sậm hơn so với thịt giả. Sau khi nấu, thịt đà điểu thường không có mùi ngai ngái đặc trưng như thịt bò, màu sắc của thịt đà điểu đậm hơn so với thịt giả.
Nếu chỉ nhìn bên ngoài, thịt đà điểu gần giống như thịt bò nhưng hương vị của nó khá là đặc trưng như gà, vịt, chính vì thế, thịt đà điểu được mệnh danh là loại thịt hòa trộn giữa gia súc và gia cầm. Nếu lấy tay sờ thì thớ thịt đà điểu sẽ to và dẻo hơn so với thịt giả. Dùng dao cắt đôi miếng thịt đà điểu, thịt đà điểu giả bên trong thường có màu nhạt hơn bên ngoài do thuốc nhuộm chưa ngấm được vào trong.

### Dinh dưỡng
Thịt đà điểu có hàm lượng cholesterol thấp hơn cả thịt heo và thịt cừu. Trong khi đó, hàm lượng nước, protein, amino acid tương đương thịt bò, thịt gà. Cứ 100g thịt đà điểu có 26,9g protein, 3g mỡ và 142 kcal. Hàm lượng protein của thịt đà điểu tương đương thịt bò và thịt gà, nhưng có lượng mỡ thấp hơn 66% so với thịt bò, 50% so với thịt gà. Đặc biệt thịt đà điểu có hàm lượng cholesterol thấp hơn thịt bò, thịt gà, thịt lợn, thịt cừu. Thịt đà điểu có nhiều sắt, với hàm lượng 3,2 mg/100g thịt.
Hàm lượng sắt trong thịt đà điểu cũng giàu hơn so với các loại thịt kể trên. Do ít mỡ, không có mỡ giắt và thấp cholesterol, thịt đà điểu không gây nguy cơ thừa cân, béo phì và bệnh tim mạch như các loại thịt khác. Ngoài ra, mỡ của đà điểu có chứa axit béo không bão hòa, rất tốt cho sức khỏe. Trong mỡ có chứa phospho lipid nên còn có tác dụng chống được các bệnh về dị ứng da, viêm loét ngoài da. Trong mỡ có chứa phospho lipid nên chống được các bệnh về dị ứng da, viêm loét. 

### Công dụng

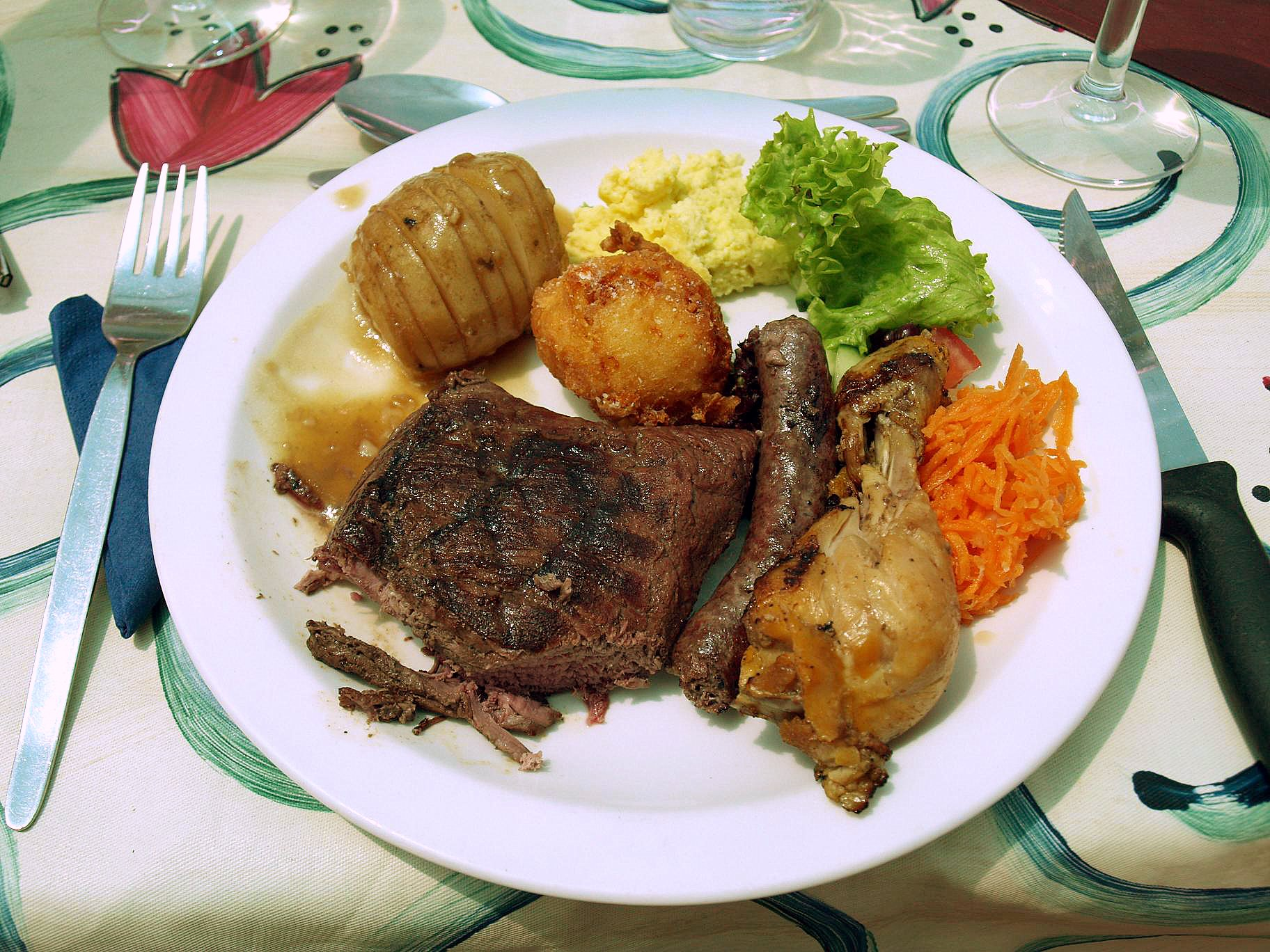
Một món ăn từ thịt đà điểu

Thịt đà điểu ít mỡ, có độ mềm và mùi hương đặc trưng. Không chỉ ngon từ chất thịt, thịt đà điểu còn được ưa chuộng bởi những giá trị dinh dưỡng cao, rất bổ cho phụ nữ mang thai, người mắc bệnh tim mạch và trẻ em tuổi phát triển. Thịt khi ăn có vị ngọt, thớ thịt mềm và giàu dinh dưỡng, giúp cho người ăn phòng ngừa được bệnh tật. Thịt đà điểu không những bổ và lành mà còn mềm và thơm ngon. Thịt đà điểu được đánh giá cao ngang với phần nạc ngon nhất của thịt bò.
Thịt đà điểu có hàm lượng cholesterol thấp hơn thịt bò, gà, heo, không gây béo phì; tốt cho tim mạch, thịt có vị ngọt, thớ thịt mềm, mùi vị đặc trưng riêng; ngon hơn cả phần ngon nhất của thịt gà và thịt bò; dễ chế biến như xào, nướng, nấu canh, hầm. Ở các nước châu Âu và Mỹ, mỡ đà điểu rất được ưa chuộng vì có chứa axit béo không bão hòa. Người ta dùng loại mỡ này để trị bệnh viêm khớp, đau cơ. Ngoài ra, Ngoài ra, axit béo omega 3 giúp cho những người mắc chứng tim mạch hạn chế được bệnh, giúp trẻ em phát triển thể chất toàn diện hơn.
Với những phụ nữ mang thai và người thiếu máu, thịt đà điểu là thực phẩm giúp bổ sung chất sắt hữu hiệu Thịt đà điểu còn phù hợp với người cao tuổi khi có chứa selen, giúp hạn chế khả năng mắc bệnh, tăng cường hệ miễn dịch cho cơ thể. Thịt đà điểu còn phù hợp với người cao tuổi, giúp hạn chế nguy cơ mắc bệnh mãn tính, giúp tăng cường hệ miễn dịch cho cơ thể. Thịt đà điểu là loại thịt đỏ, ít mỡ giắt. Hàm lượng protein của thịt đà điểu tương đương thịt bò thịt gà, thịt cừu. Ăn thường xuyên thịt đà điểu không gây nguy cơ thừa cân, béo phì và bệnh tim mạch như các loại thịt khác.

## Chế biến

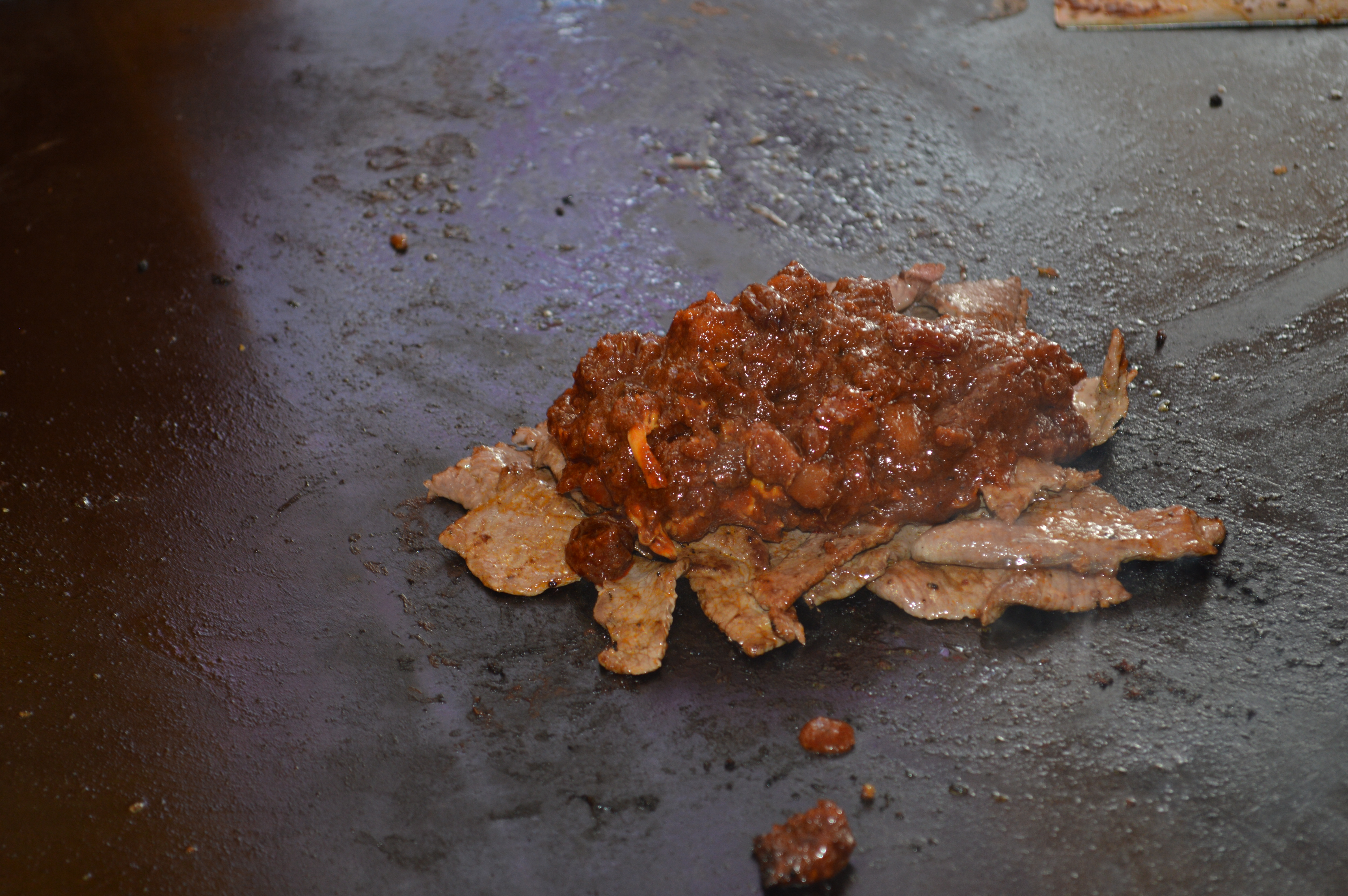
Chế biến thịt đà điểu

Thịt đà điểu không những bổ và lành mà còn mềm và thơm ngon. Thịt đà điểu có vị ngon đặc trưng, thịt dai chứ không bở, ngọt vị, mềm hơn thịt bò và đặc biệt chế biến được nhiều món, kết hợp với nhiều loại gia vị khác nhau, có thể dùng thịt và trứng đà điểu để chế biến thành nhiều món ăn ngon như xào, nướng, nấu canh, nấu cà ry, luộc, nấu xúp, chiên.
Không nên ướp thịt đà điểu lâu với gia vị có vị mặn vì làm mất đi vị ngọt của thịt. Không nên ướp thịt đà điểu với các gia vị mặn: muối, tiêu, ớt, bột canh, nước mắm sẽ làm thịt ra nước, đánh mất vị ngọt và giảm chất lượng của thịt. Chỉ nên ướp thịt với: dầu hào và một chút bột ngọt, các loại gia vị khác chỉ nên nêm vào khi chế biến trên lửa. Nếu thịt đông lạnh, chỉ nên để ra ngoài khoảng 1 tiếng trước khi chế biến, hoặc có thể cho vào lò vi sóng để rã đông.
Nếu không bảo quản đúng cách thì đây cũng là môi trường thuận lợi cho vi khuẩn sinh sôi phát triển, quy trình chế biến bảo quản nếu không đảm bảo vệ sinh thì dễ bị nhiễm khuẩn so với các loại thịt khác. Do độ pH của thịt giảm nhanh sau khi giết mổ, đây là môi trường thuận lợi cho vi khuẩn sinh sôi nẩy nở, vì vậy cần phải hết sức chú ý khâu bảo quản, không nên để lâu ở môi trường bên ngoài. Trường hợp nếu bảo quản lạnh chỉ nên kéo dài 2-3 tuần, thịt bao gói chân không thời gian bảo quản lạnh có thể kéo dài thêm.

## Tình hình

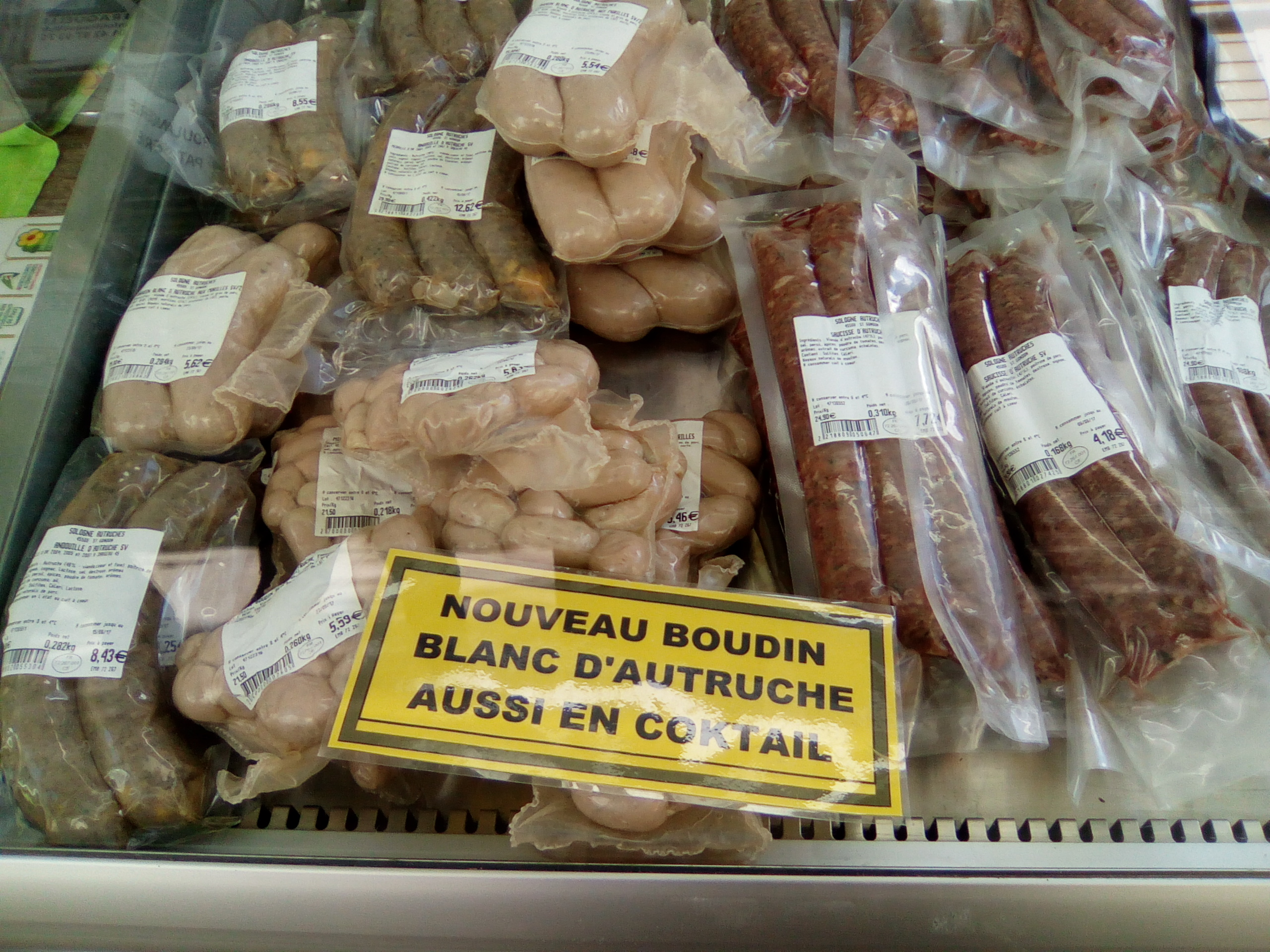
Những sản phẩm thịt đà điểu trên thị trường

Vào thế kỷ 18, đà điểu có nguy cơ bị tuyệt chủng. Sang đến thế kỷ 19, loại chim này mới được bắt đầu nuôi trở lại, ngày nay, rất nhiều quốc gia trên thế giới tập trung nuôi đà điểu để lấy thịt. Thịt đà điểu được ví ngon như thịt nạc của bò, rất ít cholesterol nên tốt cho sức khỏe người ăn. Từng được xem là thực phẩm của thế kỷ 21, thịt đà điểu được nhiều người đánh giá cao ngang với phần nạc ngon nhất của thịt bò. Thịt đà điểu gần đây được biết đến như một món ăn bổ dưỡng, giàu vitamin và là sự lựa chọn cho nhiều bà nội trợ để cải thiện bữa ăn cho gia đình.
Do được chăn nuôi ở nhiều tỉnh thành trên Việt Nam, thịt đà điểu được xem là thực phẩm sạch của thế kỷ 21 bởi chế độ chăm sóc và nguồn thức ăn hoàn toàn tự nhiên, và hàm lượng chất béo, cholesterol thấp, giàu Protein so với các loại thực phẩm khác như: Thịt gà, thịt bò, thịt gà tây, và thịt lợn. Mặt khác, ăn thịt đà điểu không làm thay đổi thói quen ăn thịt đỏ của nhiều người vì thịt đà điểu có thể chế biến theo cách rán, nướng hay xào giống như thịt đỏ và hấp dẫn không kém thịt đỏ.
Hiện nay, trên thị trường Việt Nam xuất hiện các cơ sở sản xuất sản phẩm thịt đà điểu giả được phù phép từ thịt heo nái, thịt bò và phụ gia. Nhiều cơ sở biến thịt heo thành thịt đà điểu để kiếm lợi phi pháp, làm ảnh hưởng sức khỏe người tiêu dùng và những doanh nghiệp kinh doanh. Các cơ sở sản xuất sản phẩm thịt đà điểu giả thường mua thịt heo nái, heo bệnh từ các chợ đầu mối, trang trại nuôi heo với giá rẻ. Sau khi đưa về, với vài thao tác ngâm tẩm, các cơ sở kinh doanh biến thành loại thịt đặc sản có giá trị cao bán ra thị trường. Thịt đà điểu giả thường được bán tại các địa phương có nhiều quán nhậu bình dân, nhất là điểm nấu tiệc giá rẻ.
Thịt đà điểu giả luôn có giá thấp hơn thịt đà điểu thật. Thịt giả dùng phẩm màu và các hóa chất khác để tẩm, nhuộm thịt cho đỏ như màu thịt thật. Để "phù phép" thịt heo thành các loại "đặc sản" chỉ cần trộn thịt heo vào tiết, cấp đông và đóng gói. Những bệnh do thực phẩm giả gây nên không chỉ là các bệnh cấp tính như: ngộ độc thức ăn, tiêu chảy mà còn là các bệnh mãn tính do nhiễm và tích lũy chất độc hại từ môi trường bên ngoài vào thực phẩm, gây rối loạn chuyển hóa các chất trong cơ thể, trong đó có bệnh tim mạch và ung thư.
Đặc sản thành phẩm sẽ được phân phối cho các mối hàng ở các tỉnh miền Trung bằng xe khách, trung bình mỗi ngày gần 200 kg. Từng phát hiện gần 2 tấn thịt heo trộn thịt đà điểu không có giấy chứng vệ sinh an toàn thực phẩm tại quận Thủ Đức hay vụ Bắt xe tải chở hơn nửa tấn thịt heo, đà điểu đã bốc mùi, ô tô tải này chở 600 kg thịt, trong đó 500 kg thịt heo và 100 kg thịt đà điểu không rõ nguồn gốc, không có chứng nhận kiểm dịch đã bốc mùi hôi thối.